# Lacs Polly Dome
Pour les articles homonymes, voir Polly Dome.
Les lacs Polly Dome (en anglais : Polly Dome Lakes) sont des lacs américains dans le comté de Mariposa, en Californie. Ils sont situés à 2 671 mètres d'altitude au sein de la Yosemite Wilderness, dans le parc national de Yosemite.